# Stefan König (Journalist)
Stefan König (* 1974 in Ingolstadt) ist ein deutscher Journalist und Lokalpolitiker (FW).
König besuchte die Volksschule Auf der Schanz und legte 1994 sein Abitur am Reuchlin-Gymnasium Ingolstadt ab.
Er kam 2004 über ein Volontariat zum Donaukurier und arbeitete im Anschluss in unterschiedlichen Funktionen für das Blatt und seine Heimatzeitungen. Er war Chefreporter der Zeitung, ehe er im November 2012 in die Chefredaktion aufrückte. Im März 2017 wurde er als Nachfolger von Claus Liesegang zum Chefredakteur ernannt. Ende März 2021 hat er den Donaukurier verlassen. Am 21. Oktober 2024 wurde bekannt, dass er für die Freien Wähler als OB-Kandidat (Nachfolge Christian Scharpf) kandidieren wird.